# Popowo-Leżaczi
Popowo-Leżaczi (ros. Попово-Лежачи) – wieś (ros. село, trb. sieło) w zachodniej Rosji, centrum administracyjne sielsowietu popowo-leżaczańskiego w rejonie głuszkowskim obwodu kurskiego.

## Geografia
Miejscowość położona jest nad rzeką Sejm, 23,5 km od centrum administracyjnego rejonu (Głuszkowo), 140 km od Kurska.
W granicach miejscowości znajdują się ulice: Czapajewa, Frunzie, zaułek Kołchoznyj, zaułek Kujbyszewa, Kujbyszewa, Lenina, Mołodiożnaja, Nabierieżnaja, Osipienko, zaułek Osipienko, zaułek Pierwomajskij, Pierwomajskaja, zaułek Popowo-Leżaczanskij, Sowietskaja, zaułek Szkolnyj.

## Demografia
W 2010 r. miejscowość zamieszkiwało 1177 osób.